# Air Mekong
Air Mekong is de private luchtvaartmaatschappij van Vietnam en is opgericht als staatsbedrijf in april 2009.

## Bestemmingen
Air Mekong voert lijnvluchten uit naar (november 2009):
Binnenland:
- Hanoi, Ho Chi Minhstad, Phu Quoc, Đà Lạt, Côn Đảo, Pleiku, Đà Lạt, Buon Me Thuot.

## Vloot
De vloot van Air Mekong bestaat uit:(november 2008)
- 4 Bombardier CRJ 900.